# E651号線
E651号線 (E651ごうせん、英: European route E651) はオーストリアにあり、アルテンマルクト・イム・ポンガウ – リーツェンを結ぶ、欧州自動車道路のBクラス幹線道路。
- オーストリア
  - アルテンマルクト・イム・ポンガウ
  - E57号線 – リーツェン